# Divitiacus primus
Divitiacus primus är en insektsart som beskrevs av William Lucas Distant 1918. Divitiacus primus ingår i släktet Divitiacus och familjen dvärgstritar. Inga underarter finns listade i Catalogue of Life.